# Seznam norveških filozofov
Seznam norveških filozofov.

## A
- Anathon Aall

## E
- Richard Eriksen
- Thomas Hylland Eriksen (antropolog)

## H
- Ludvig Holberg

## M
- Marcus Jacob Monrad

## N
- Arne Næss

## S
- Henrik Steffens

## Z
- Peter Wessel Zapffe